# 黑松驿镇
黑松驿镇，是中华人民共和国甘肃省武威市古浪县下辖的一个乡镇级行政单位。

## 行政区划
黑松驿镇下辖以下地区：
黑松驿村、尚家台村、芦草沟村、小坡村、西庙儿沟村、地湾村、磨河湾村、称沟台村、茶树台村、西庄子村、石咀儿村、张家沟村、萱麻河村、庙台子村和水沟村。